# Peter A. Diamond

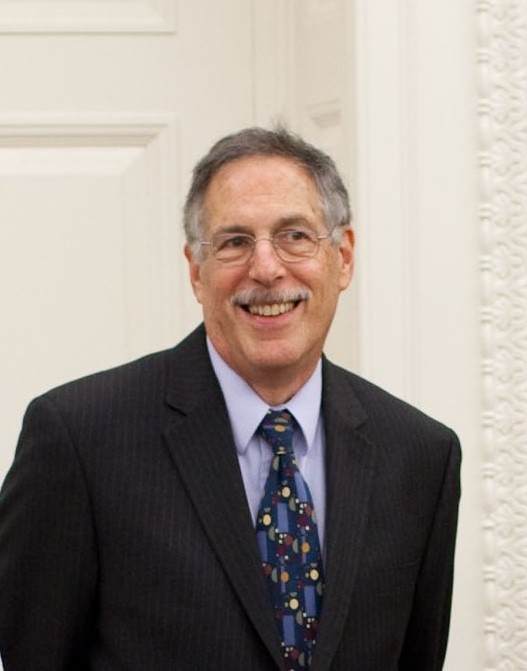
Peter Diamond (2010)

Peter Arthur Diamond (* 29. April 1940 in New York City) ist ein für seine Forschungsarbeit in den Bereichen der Arbeitsökonomik und der Suchtheorie bekannter US-amerikanischer Ökonom und emeritierter Professor für Volkswirtschaftslehre am Massachusetts Institute of Technology (MIT). 2010 erhielt er gemeinsam mit Dale Mortensen und Christopher Pissarides den Wirtschaftsnobelpreis für „deren Analyse von Märkten mit Suchfriktionen“.

## Ausbildung
Diamond studierte zunächst Mathematik an der Yale University (1960 B.A. mit der Bestnote summa cum laude), später Wirtschaftswissenschaften am Massachusetts Institute of Technology, welches ihm 1963 einen Ph.D. verlieh.

## Beruflicher Werdegang
Nach seiner Promotion war Diamond bis 1965 Assistenzprofessor an der University of California, Berkeley. 1966 kehrte er an das MIT zurück, wo er bis 1970 Associated Professor war, ehe er 1970 zum Professor befördert wurde, bevor er die John and Jennie S. MacDonald-Professur (1989–1991) und die Paul A. Samuelson-Professur (1992–1997) übertragen bekam. Hiernach nahm er 1997 den Ruf an das MIT als Institute Professor für Volkswirtschaftslehre an, wo er bis zu seiner Emeritierung 2011 wirkte. Diamond ist der Doktorvater von Ben Bernanke.
Gastprofessuren führten ihn an das Churchill College der University of Cambridge (1965/66), an das University College Nairobi (1968/69), an die Hebräische Universität Jerusalem (1969), an das Nuffield College (1969) und das Balliol College (1973/74) der University of Oxford, an die Harvard School of Public Health der Harvard University (1977/78), an das Europäische Hochschulinstitut (1992) sowie an die Universität Siena (2000).
Zudem arbeitet Diamond als Redakteur des Journal of Public Economics (seit 1996) und war zuvor redaktionell für das Journal of Economic Theory tätig.

## Forschung
Diamonds Fachgebiete sind die Arbeitsökonomik sowie die Suchtheorie. Gemäß der wirtschaftswissenschaftlichen Publikationsdatenbank IDEAS gehört Diamond zu dem obersten Prozent der forschungsstärksten Ökonomen (Rang 63). Auch unter anderen Kriterien, bspw. „Anzahl an Arbeiten“, „Anzahl an Zitaten“ und „Anzahl an Zeitschriftenseiten“ gehört Diamond zu den obersten 5 % der in der Datenbank erfassten Ökonomen. Diamonds meistzitierter Artikel wurde 1980 verfasst und trägt den Titel Aggregate Demand Management in Search Equilibrium. In diesem Artikel untersucht er das Gleichgewicht eines einfachen Tauschwirtschaftsmodells mit identischen risikoneutralen Agenten, in welchem Handel mittels stochastischer Paarungsprozesse koordiniert wird. So legt Diamond dar, dass bei rationalen Erwartungen vielfache stationäre Wirtschaftsgleichgewichte existieren. Dies unterstellt, dass eine Volkswirtschaft mit diesem Typ von Handelsfriktion keine einzigartige natürliche Arbeitslosenquote haben kann.
Weitere wichtige Forschungsbeiträge Diamonds erfolgten zu den Themen optimale Besteuerung, Arbeitslosigkeit, soziale Sicherheit, die Beveridge-Kurve, die kontingente Bewertungsmethode, der Bestimmung von Gleichgewichtslöhnen, Preisanpassung sowie der Vergleich verschiedener nationaler Sozialversicherungssysteme, bspw. der USA, Chinas und Chiles.

## Persönliches
Mit seiner Frau Kate hat Peter A. Diamond zwei Kinder.

## Werke

### Bücher
- mit Michael Rothschild als Herausgeber: Uncertainty in economics. Readings and Exercises. Academic Press, New York 1978, ISBN 0-12-214850-9; Neuauflage: Academic Press, San Diego [u. a.] 1989, ISBN 0-12-214851-7.
- A search-equilibrium approach to the micro foundations of macroeconomics. MIT Press, Cambridge, Mass. [u. a.] 1984, ISBN 0-262-04076-X
- als Herausgeber: Growth, productivity, unemployment. Essays to celebrate Bob Solow’s birthday. MIT Press, Cambridge, Mass. [u. a.] 1990, ISBN 0-262-04110-3
- On time. Lectures on models of equilibrium. Cambridge University Press, Cambridge [u. a.] 1994, ISBN 0-521-46289-4
- mit D. Lindeman und H. Young als Herausgeber: Social security. What role for the future? The Brookings Inst., Washington D. C. 1996, ISBN 0-8157-1835-7
- als Herausgeber: Issues in privatizing social security. Report of an expert panel of the National Academy of Social Insurance. MIT Press, Cambridge, Mass. [u. a.] 1999, ISBN 0-262-04177-4
- Social security reform. Oxford University Press, Oxford [u. a.] 2002, ISBN 0-19-924789-7
- Taxation, incomplete markets, and social security. The 2000 Munich lectures. MIT Press, Cambridge, Mass. und London, England 2003, ISBN 0-262-04213-4
- mit Peter R. Orszag: Saving social security. A balanced approach. Brookings Institution Press, Washington D. C. 2004, ISBN 0-8157-1838-1
- mit Hannu Vartiainen und Yrjö Jahnssonin säätiö: Behavioral economics and its applications. Princeton University Press, Princeton, N.J. 2007, ISBN 978-0-691-12284-7
- mit Nicholas A. Barr: Reforming pensions. Principles and policy choices. Oxford University Press, Oxford und New York 2008, ISBN 978-0-19-531130-3
- mit Nicholas A. Barr: Pension Reform: A Short Guide. Oxford University Press, New York 2010, ISBN 978-0-19-538772-8 (Teildigitalisat)

### Artikel (Auswahl)
- mit Tjalling C. Koopmans und Richard E. Williamson: Stationary Utility and Tune Perspective. In: Econometrica. Band 32, Nr. 1/2, 1964, S. 82–100
- National Debt in a Neoclassical Growth Model. In: American Economic Review. Band 55, Nr. 1, 1965, S. 1126–1150
- The Role of a Stock Market in a General Equilibrium Model with Technological Uncertainty. In: American Economic Review. Band 57, Nr. 4, S. 759–776
- mit James A. Mirrlees: Optimal Taxation and Public Production. I: Production Efficiency. In: American Economic Review. Band 61, Nr. 1, 1971, S. 8–27
- mit James A. Mirrlees: Optimal Taxation and Public Production. II: Tax Rules. In: American Economic Review. Band 61, Nr. 3, S. 261–278
- A model of price adjustment. In: Journal of Economic Theory. Band 3, Nr. 2, 1971, S. 156–168
- mit Joseph E. Stiglitz: Increases in risk and in risk aversion. In: Journal of Economic Theory. Band 8, Nr. 3, 1974, S. 337–360
- A framework for social security analysis. In: Journal of Public Economics. Band 8, Nr. 3, 1977, S. 275–298
- Wage Determination and Efficiency in Search Equilibrium. In: Review of Economic Studies. Band 49, Nr. 2, 1982, S. 217–227
- Aggregate Demand Management in Search Equilibrium. In: Journal of Political Economy. Band 90, Nr. 5, 1982, S. 881–894
- mit Oliver Jean Blanchard: The Beveridge Curve. In: Brookings Papers on Economic Activity. Band 20, Nr. 1, 1989, S. 1–76
- Organizing the Health Insurance Market. In: Econometrica. Band 60, Nr. 6, 1992, S. 1233–1254
- mit Eldar Shafir und Amos Tversky: Money Illusion. In: The Quarterly Journal of Economics. Band 112, Nr. 2, 1997, S. 341–374
- Optimal Income Taxation: An Example with a U-Shaped Pattern of Optimal Marginal Tax Rates. In: American Economic Review. Band 88, Nr. 1, 1998, S. 83–95
- What Stock Market Returns to Expect for the Future?. In: Social Security Bulletin. Band 63, 2000, S. 38–52

## Auszeichnungen
- 1980 Mahalanobis Memorial Award
- 1994 Nemmers Prize
- 2003/04 Killian Award (MIT)
- 2003 Samuelson Award from TIAA-CREF
- 2005 Jean-Jacques Laffont Prize
- 2008 Robert M. Ball Award
- 2010 Wirtschaftsnobelpreis gemeinsam mit Dale Mortensen und Christopher Pissarides
- 2010 Ehrendoktor der Hebräischen Universität Jerusalem

## Mitgliedschaften
- 1968 Econometric Society (1991 deren Präsident)
- 1978 American Academy of Arts and Sciences
- 1984 National Academy of Sciences
- 1988 National Academy of Social Insurance (1994–1997 deren Präsident)
- American Economic Association (2003 deren Präsident)[6]